# Iàkhroma
Iàkhroma - Яхрома (rus) és una ciutat de l'óblast de Moscou, a Rússia, és a 55 km al nord de Moscou.

## Història
Iàkhroma fou creada el 1841 com una vila al servei d'una fàbrica tèxtil, construïda a la vora del riu Iakroma. El 1901 s'hi construí una estació de tren. Aconseguí l'estatus de possiólok (poble) el 1928 i el de ciutat el 1940.